# Henrietta Swan Leavitt
Henrietta Swan Leavitt (Lancaster, 4 luglio 1868 – Cambridge, 12 dicembre 1921) è stata un'astronoma statunitense.
È ricordata per i suoi importanti studi sulla posizione e luminosità delle stelle. Grazie al suo lavoro stabilì una relazione fra la luminosità delle Cefeidi e il ritmo delle loro pulsazioni. Questo permise la creazione della Candela standard e di conseguenza il calcolo della distanza fra la Terra e le galassie.

## Biografia
Dopo gli studi al Radcliffe College di Cambridge, Leavitt iniziò a lavorare nel 1893 presso l'Osservatorio di Harvard come donna computer,  cioè con le mansioni di calcolatore manuale. Le donne, fino a quel momento non prese in considerazione come astronome, ebbero quest'occasione perché servivano specialisti a basso costo per catalogare la posizione, il colore e la magnitudine delle stelle osservabili. In tale periodo una malattia la rese progressivamente sorda.
Le "computer" erano impiegate per studiare le lastre fotografiche delle stelle e per effettuare calcoli, il che spiega il loro nome. Leavitt fu assunta da Edward Pickering per misurare e catalogare la luminosità delle stelle nelle fotografie dell'osservatorio. Notò centinaia di stelle variabili nelle immagini delle Nubi di Magellano. Nel 1908 pubblicò i suoi risultati negli Annali dell'Osservatorio Astronomico del Collegio di Harvard, notando che alcune tra quelle stelle mostravano una regolarità: le più luminose avevano anche un periodo più lungo. Dopo alcuni studi, confermò nel 1912 che le stelle variabili oggi chiamate cefeidi, presentano una relazione periodo-luminosità, secondo l'equazione:
{\displaystyle M_{V}=-2{,}87\log {P}-1{,}40}
Dove MV rappresenta la magnitudine assoluta, e P il periodo della variazione. 
Questa relazione rese le cefeidi degli importantissimi indicatori di distanza nell'universo, perché noto il periodo, si può ricavare facilmente la distanza, avendo la magnitudine apparente, dalla relazione:
{\displaystyle M_{V}=m-5\log {d}+5}
dove d rappresenta la distanza in parsec.
Un anno dopo la pubblicazione dei risultati, Ejnar Hertzsprung determinò la distanza di parecchie cefeidi all'interno della Via Lattea. Quando inoltre si scoprirono numerose cefeidi anche in altre galassie, come in quella di Andromeda, fu semplice calcolarne la distanza. In questo modo si pose fine al Grande Dibattito riguardante l'appartenenza o meno delle galassie alla Via Lattea.
Leavitt lavorò sporadicamente durante gli anni ad Harvard, spesso ostacolata da problemi di salute e doveri familiari. Ma dal 1921, quando Harlow Shapley prese il posto di direttore dell'Osservatorio, lei fu messa a capo della sezione che si occupava di fotometria astronomica. Morì di cancro alla fine di quell'anno.
Leavitt, tra le altre scoperte, ha scoperto 5 novae.

## Riconoscimenti
Quattro anni dopo la sua morte, il matematico svedese Gösta Mittag-Leffler la propose per il Premio Nobel. La nomination era dovuta proprio alla sua formulazione della relazione periodo-luminosità delle cefeidi. Tuttavia, poiché era già morta, non poté mai essere nominata.
Le sono stati dedicati l'asteroide 5383 Leavitt  e il cratere Leavitt sulla Luna.